# 25905 Clerico
25905 Clerico este o planetă minoră (asteroid), cu un diametru de 6,49 km, din centura de asteroizi. A fost descoperită pe 31 decembrie 2000 la Stația Anderson Mesa de Lowell Observatory Near-Earth-Object Search. 
Obiectul prezintă o orbită caracterizată de o semiaxă mare de 2,4186826 UAi, o excentricitate de 0,21, o înclinație de 11,98422 ° în raport cu ecliptica.